# Gyula (tytuł)
Gyula - książę świecki (książę-wódz) zajmujące w IX i X wieku drugie (po księciu sakralnym, kende, kündü) miejsce w hierarchii węgierskich dostojników.
Tytuł ten do 904 roku nosił Arpad, później nosił go przypuszczalnie wódz Tétény (Tühütüm).